# Lê Thái Tông
Lê Thái Tông (Hán Tự: 黎太宗; * 22. Dezember 1423; † 28. August 1442, eigentlicher Name: Lê Nguyên Long, 黎元龍) war der zweite Herrscher des Kaiserreichs Vietnam unter der Lê-Dynastie. Seine kurze Herrschaft von 1433 bis 1442 war von internen Machtkämpfen innerhalb des Hofes geprägt.

## Leben
Lê Thái Tông war der zweite Sohn des Kaisers und Dynastiegründers Lê Lợi. Lê Thái Tông wurde von seinem Vater als Kronprinz dem Erstgeborenen vorgezogen.

## Herrschaft
1433 folgte er als Zehnjähriger seinem Vater nach dessen Tod als Kaiser nach. Formal regierte der minderjährige Herrscher ohne ihm vorgesetzten Regenten. Tatsächlich führten die Regierungsgeschäfte die alten Weggefährten seines Vaters, die als Militärführer unter ihm Karriere gemacht hatten. Zu Beginn seiner Amtszeit dominierte einer von ihnen, Lê Sát, die Führung der Amtsgeschäfte. Aufgrund seiner Vorliebe für militärische Hierarchiestrukturen und drakonische Strafjustiz machte dieser große Teile des Hofes zu seinen Gegnern.
1437 ließ Lê Thái Tông Lê Sát fallen und seine Gegner erwirkten gegen ihn die Todesstrafe. An seine Stelle traten ebenso aus dem Militär stammende Vasallen, diese erreichten jedoch nicht mehr seine dominierende Machtposition. Ab 1439 führte Lê Thái Tông die Amtsgeschäfte selbst, leitete militärische Unternehmungen und machte sich an die Reform des höfischen Zeremoniells. Darüber hinaus war seine Herrschaft von Hungersnöten, Naturkatastrophen und anderen Problemen in der Landwirtschaft überschattet.
1442 starb Lê Thái Tông unerwartet nach einem Besuch bei dem prominenten Gelehrten Nguyễn Trãi. Die ihm beiwohnende Konkubine Nguyễn Thị Lộ sowie der Gelehrte und ihre Familien wurden aufgrund des Vorwurfes des Königsmordes zum Tode verurteilt. Spätere vietnamesische Quellen gingen jedoch eher von Krankheit als Todesursache aus und der Königsmord gilt als unbewiesen. Die Familien der Verurteilten wurden von späteren Herrschern rehabilitiert.

## Nachkommen
Lê Thái Tông hinterließ vier Söhne. Der Erstgeborene Lê Nghi Dân wurde noch zu seinen Lebzeiten als Kronprinz vorgesehen, jedoch dann wieder als Thronfolger fallen gelassen und zum Prinzen von Lạng Sơn ernannt. Der Zweitgeborene Lê Khắc Xương wurde zum Prinzen der nördlichen Provinzen ernannt. Der drittjüngste Sohn Lê Bang Cơ wurde als Kronprinz ausersehen und regierte kurz unter dem Herrschernamen Lê Nhân Tông. Sein vierter Sohn Lê Tư Thành, der durch Nguyễn Trãi vor einer Palastintrige gerettet worden war, herrschte 38 Jahre als Kaiser Lê Thánh Tông.